# 2048: Nowhere to Run
2048: Nowhere to Run ist ein US-amerikanischer Kurzfilm von Luke Scott. Zusammen mit den Kurzfilmen Blade Runner Black Out 2022 und 2036: Nexus Dawn dient er als Prequel zum Spielfilm Blade Runner 2049 von Regisseur Denis Villeneuve. Der Film wurde am 16. September 2017 von Warner Bros. über YouTube veröffentlicht. Er befindet sich auch auf der Blu-ray-Veröffentlichung von Blade Runner 2049.

## Handlung
Los Angeles im Jahr 2048. Sapper Morton hat eine kurze Panikattacke. Er wäscht sein Gesicht und verlässt das Gebäude. 
In einer engen Gasse wird er von drei Männern belästigt, die er ignoriert. Auf einem Markt trifft er das Mädchen Ella und ihre Mutter, die er beide schon kennt. Er gibt Ella das Buch Die Kraft und die Herrlichkeit von Graham Greene und empfiehlt ihr, es zu lesen. Es sei eines seiner Lieblingsbücher. Er verabschiedet sich von Ella und begibt sich zu einem Geschäft, wo er dem Inhaber Sultan Egel verkaufen möchte. Sultan bietet ihm viel weniger Geld, als Sapper zur Deckung seiner Kosten benötigt. Widerwillig schlägt er dennoch in den Handel ein. Als er den Markt verlassen will, sieht er, wie Ella und ihre Mutter von den Männern belästigt werden, die sich ihm zuvor in den Weg gestellt hatten. Wütend greift er sie an, wobei sich seine fast schon übermenschlichen Kräfte zeigen. Anscheinend hat er einige der Angreifer getötet. Die Umstehenden, darunter auch Ella und ihre Mutter, betrachten Sapper erschrocken. Er nimmt seine Tasche und verlässt wortlos den Tatort.
Dabei verliert er versehentlich Papiere mit seiner Adresse. Ein Zeuge nimmt diese an sich und informiert das LAPD über einen kriminellen Replikanten.